# Verano en Venecia
Verano en Venecia es una telenovela colombiana producida por RCN Televisión en 2009. Esta protagonizada por Silvia De Dios y Abel Rodríguez y con las participaciones antagónicas de Claudia Moreno, Ricardo Leguizamo y Jackeline Arenal. Realizada en los municipios de Barichara y San Gil en Santander.
La novela no tuvo los resultados esperados y fue trasladada al horario de las 11:30 p. m..

## Sinopsis
Rossy Romero ha hecho de la hacienda Venecia un paraíso. Pero cuando faltaba poco para que el poder de la hacienda quedara completamente en sus manos, llega Leticia Toledo, su media hermana, a buscar lo que nunca valoró y arrebatarle a Rossy lo que con trabajo arduo le pertenece.
Leticia llega con Miguel Tirado, el primer y único amor de Rossy. Al verlo ella se llena de recuerdos de dolor y traición, pero al mismo tiempo recuerda los buenos momentos que pasaron, y llega el momento para que ella recupere el amor que perdió veintitrés años atrás. 

## Elenco
| Actor                 | Personaje                                          | Notas                                                                                       |  |
| --------------------- | -------------------------------------------------- | ------------------------------------------------------------------------------------------- |  |
| Silvia de Dios        | Roselia "Rossy" Romero Acero                       | Protagonista                                                                                |  |
| Abel Rodríguez        | Miguel Tirado                                      | Protagonista                                                                                |  |
| Claudia Moreno        | Leticia Toledo Acero de Tirado                     | Media hermana de Rossy y esposa de Miguel (Villana principal)                               |  |
| Jairo Camargo         | Vicente Perico                                     | Abogado de Rossy y enamorado de ella                                                        |  |
| Carla Giraldo         | Manuela Tirado Toledo                              | Hija de Leticia y Miguel, aunque no sabe que su padre es Virgelino; está enamorada de Elvis |  |
| Ricardo Leguizamo     | Ángel Vergara / Franklin Campoamor / Mariano Soler | Ex-amante de Leticia y enemigo de los Tirado. Seduce a Mariú (Villano)                      |  |
| Jacqueline Arenal     | Amanda Regueros                                    | Juez en el caso Romero vs. Toledo, enemiga de Rossy y enamorada de Leticia (Villana)        |  |
| Bernardo García       | Marcos Tolima                                      | Amigo de Elvis y enamorado de Florencia                                                     |  |
| Julieth Restrepo      | Amatista Ferreira Romero                           | Hija de Rossy y enamorada de Camilo (Tiene poderes paranormales)                            |  |
| Juan Fernando Sánchez | Camilo Tirado Toledo                               | Hijo de Leticia y Miguel, y enamorado de Amatista                                           |  |
| Helena Mallarino      | María Eugenia Sáenz "Mariú"                        | Amiga de Leticia, esposa de Jesús y ex-amante de Mariano                                    |  |
| Juan Ángel            | Jesús                                              | amigo y abogado de Miguel y esposo de Mariú                                                 |  |
| Andreah Patapi        | Jennifer Gómez Romero                              | Sobrina de Roselia, tiene una gran herencia                                                 |  |
| Jorge Herrera         | Padre René Cabrera                                 | Sacerdote del pueblo                                                                        |  |
| Germán "Tuto" Patiño  | Elvis Narciso Romero                               | Hijo de Rossy y no sabe que su padre es Miguel. Enamorado de Manuela                        |  |
| Santiago Gómez        | Simón Tirado Toledo                                | Hijo menor de Leticia y Miguel, encuentra su felicidad trabajando en la Hacienda "Venecia"  |  |
| María Teresa Barreto  | Luz Divina                                         | Obsesionada por Elvis, enemiga de Manuela y sobrina del Padre René (Villana)                |  |
| Héctor García         | Virgelino Quinche                                  | Amante de Leticia y verdadero padre de Manuela                                              |  |
| Salomé Quintero       | Sarita                                             | Hija de Florencia y Amiga de Simón                                                          |  |
| Sandra Hernández      | Rossy Romero (Joven)                               |                                                                                             |  |
| Alejandra Sandoval    | Leticia Toledo (Joven)                             |                                                                                             |  |
| Juan Manuel Lenis     | Miguel Tirado (Joven)                              |                                                                                             |  |
| Mónica Uribe          | Lorena                                             | Ex-novia de Camilo (Villana)                                                                |  |
| Margarita Rosa Arias  | Florencia Quintana                                 | Amiga de Amatista, Prima de Virgelino y Madre de Sarita                                     |  |
| Ana María Aguilera    |                                                    | Amiga de Amatista                                                                           |  |
| Astrid Junguito       |                                                    | Madre de Franklin / Ángel / Mariano                                                         |  |
| Erika Glasser         | Cindy                                              | Hermana de Franklin / Ángel / Mariano                                                       |  |
| Fernando Peñuela      |                                                    | Abogado de los Toledo                                                                       |  |
| Toto Vega             | Paco                                               | Dueño de "La Sirena"                                                                        |  |
| Óscar Salazar         |                                                    |                                                                                             |  |
| Javier Sáenz          |                                                    |                                                                                             |  |
| Argemiro Castiblanco  |                                                    |                                                                                             |  |
| Alberto Saavedra      | Abel                                               | tío de Virgelino                                                                            |  |
| Fabio Camero          |                                                    |                                                                                             |  |
| Manuel Pachón         |                                                    |                                                                                             |  |
| Ricardo Saldarriaga   |                                                    |                                                                                             |  |
| Jhonatan Cabrera      |                                                    |                                                                                             |  |
| Diana Santamaría      |                                                    |                                                                                             |  |
| Víctor Hugo Morant    |                                                    |                                                                                             |  |
| Clara Estrada         | Patricia                                           | Abogada de Cindy y Franklin                                                                 |  |

## Ficha Técnica
- DIRECCIÓN: Juan Camilo Pinzón / Carlos Cock
- LIBRETOS:Fabiola Carrillo, Natalia Santa y Diana Gómez
- PRODUCTOR EJECUTIVO GENERAL: Juan Camilo Pinzón
- PRODUCTORA EJECUTIVA JUNIOR: Consuelo Santamaría
- ASISTENTE DE DIRECCIÓN: Juliana Zapata
- JEFE DE PRODUCCIÓN: Carlos Rincón / Enrique Afanador
- MUSICA ORIGINAL: Pablo Tedeschi / Juancho Pulido
- DIRECCION DE ARTE: Tata Arango
- DIRECCIÓN DE FOTOGRAFÍA: Jorge Basto
- DISEÑO DE VESTUARIO: Jerson Parra
- DISEÑO DE MAQUILLAJE: Clara Inés Cubillos
- MUSICALIZACIÓN: Ricardo Lara
- JEFE DE AMBIENTACION: John Avendaño
- JEFE DE VESTUARIO: Alberto López
- JEFE DE MAQUILLAJE: Rita Julia Pinilla
- SCRIPT: Lucía Sánchez